# Howard Sackler
Howard Oliver Sackler (New York, 19 dicembre 1929 – Ibiza, 12 ottobre 1982) è stato un drammaturgo e sceneggiatore statunitense.

## Biografia
Nato e cresciuto a Brooklyn, Howard Sackler è noto soprattutto come autore del dramma La grande speranza bianca, che gli è valso il Premio Pulitzer per la drammaturgia ed il Tony Award per la migliore opera teatrale. Successivamente, Sackler ha scritto la sceneggiatura anche dell'adattamento cinematografico della sua pièce, Per salire più in basso, oltre a scrivere le sceneggiature de Lo squalo 2 e Il bacio dell'assassino. Attivo anche come script doctor, Sackler revisionò la sceneggiatura de Lo squalo, ideando il celebre monologo in cui Quint ricorda l'affondamento dell'USS Indianapolis.

## Filmografia

### Sceneggiatore
- Paura e desiderio (Fear and Desire), regia di Stanley Kubrick (1953)
- Il bacio dell'assassino (Killer's Kiss), regia di Stanley Kubrick (1955)
- Per salire più in basso (The Great White Hope), regia di Martin Ritt (1970)
- Salvate il Gray Lady (Gray Lady Down), regia di David Greene (1978)
- Lo squalo 2 (Jaws 2), regia di Jeannot Szwarc (1978)
- Saint Jack, regia di Peter Bogdanovich (1979)